# 10421 Dalmatin
10421 Dalmatin eller 1999 AY6 är en asteroid i huvudbältet som upptäcktes den 9 januari 1999 av den kroatiska astronomen Korado Korlević vid Višnjan-observatoriet. Den är uppkallad efter Herman av Kärnten.
Asteroiden har en diameter på ungefär 6 kilometer och den tillhör asteroidgruppen Nysa.